# Пејо Марковић
Петар Марковић – Пејо (Липница, код Тузле, 7. јул 1920 — планина Коњух, октобар 1941), учесник Народноослободилачке борбе и народни херој Југославије.

## Биографија
Рођен је 7. јула 1920. године у селу Липница код Тузле, у рударској породици. Основну школу није завршио, јер је у осмој години остао без оца. Због немаштине морао је да служи код имућнијих сеоских породица. На раду је дошао у додир с револуционарно расположеном омладином из Хусина. Ускоро је постао члан СКОЈ-а, а почетком 1941. године и члан Комунистичке партије Југославије.
После окупације Југославије 1941, радио је на прикупљању оружја и мобилизацији рудара за одлазак у партизане. Августа 1941. године био је организатор одласка целе једне чете рудара у партизане. Истакао се у првој и познатој акцији Озренског партизанског одреда у нападу на Добој и Усору; у овој акцији била је дигнута у ваздух дугачка композиција пуна непријатељске авионске, топовске и пушчане муниције. Учествовао је и у наредним борбама одреда на железничкој прузи Тузла–Добој.
Када је октобра 1941. године требало да део Озренског одреда заједно са Бирчанским одредом учествује у нападу на Кладањ, Пејо се налазио међу сто бораца који су се за 24 часа усиљеног марша пробили кроз непријатељску територију преко планине Коњух и одмах ступили у борбу. У дводневним борбама Озренска чета овладала је Ступарима, разрушила тузлански водовод и велики камени мост. Том приликом разбијена је цела бојна домобрана и заплењено неколико митраљеза. Пејо је у овим борбама учествовао као командир чете. Када је Пејову чету код Лупоглаве изненада напала непријатељска колона с леђа, он је пошао у јуриш на њих. Непријатељ је био потиснут, али је Пејо остао тешко рањен. Иако је било мало изгледа да остане жив, борци су га увили у ћебад и на носилима кроз ноћ понели назад преко Коњуха. Када су стигли на врх планине, приметили су да је Пејо на путу издахнуо. Сахранили су га на самом врху планине.
Скоро годину дана касније, у лето 1942. године, тим путем је наишла Шеста источнобосанска бригада у којој су се налазили и Пејини другови из Озренског одреда. У знак сећања на мртвог друга, поболи су црвену заставу на месту где је сахрањен. То је инспирисало борца Милоша Поповића Ђурина, који је присуствовао и сахрани и подизању заставе, да спева познату песму „Коњух планином“.
Указом Президијума Народне скупштине Федеративне Народне Републике Југославије, 20. децембра 1951. године, проглашен је за народног хероја.